# Glennis Grace
Glennis Grace, de son vrai nom Glenda Hulita Elisabeth Batta, née le 19 juin 1978 à Amsterdam, est une chanteuse néerlandaise.
Elle est notamment connue pour avoir représenté les Pays-Bas au Concours Eurovision de la chanson 2005 à Kiev avec la chanson My Impossible Dream (en) et sa participation en 2018 à la 13e saison du télé-crochet américain America's Got Talent où elle est arrivée en finale,.

## Discographie

### Albums studio
| Année | Titre                    | Classement | Classement |
| Année | Titre                    | NED        | BEL (Fl.)  |
| ----- | ------------------------ | ---------- | ---------- |
| 1996  | Real Emotions            | —          | —          |
| 2003  | Secrets of My Soul       | —          | —          |
| 2005  | My Impossible Dream      | 28         | —          |
| 2008  | Glennis                  | 32         | —          |
| 2011  | One Night Only           | 2          | —          |
| 2012  | This Is My Voice         | 2          | —          |
| 2013  | One Christmas Night Only | 9          | —          |
| 2014  | Cover Story              | 38         | 3          |